# Deisendorfer Weiher
Der Deisendorfer Weiher, auch Königsweiher genannt, ist ein Stillgewässer im Gebiet der baden-württembergischen Stadt Überlingen im Bodenseekreis in Deutschland.

## Lage
Der rund sechs Hektar große Deisendorfer Weiher, etwa viereinhalb Kilometer nordöstlich der Überlinger Stadtmitte auf einer Höhe von 452 m ü. NHN gelegen, gehört naturräumlich zum Linzgau. Er wird heute zu Zwecken der gewerblichen Fischerei genutzt.

## Hydrologie
Der Deisendorfer Weiher wurde ehemals als Fischweiher der Reichsabtei Salem angelegt. Sein Einzugsgebiet erstreckt sich auf 859 Hektar. Die Größe des Seebeckens beträgt 6,2 Hektar, bei einer durchschnittlichen Tiefe von 2,0 Meter und einer maximalen Tiefe von 4,1 Meter ergibt sich ein Volumen von rund 127.000 Kubikmeter.
Der Hauptzulauf des Weihers erfolgt vom nördlich gelegenen Spitalweiher, aus Osten führen mehrere Gräben weiteres Oberflächenwasser zu. Der Abfluss erfolgt über Riedbach und Nussbach zum Bodensee und damit in den Rhein.

## Ökologie
Seit 1989 sind Überlingen und Salem (nur Einzugsgebiet) mit dem Deisendorfer Weiher am Aktionsprogramm zur Sanierung oberschwäbischer Seen beteiligt. Ein wichtiges Ziel dieses Programms ist, Nährstoffeinträge in Bäche, Seen und Weiher zu verringern und die Gewässer dadurch in ihrem Zustand zu verbessern und zu erhalten.
Das Einzugsgebiet des Weihers wird zu 40 Prozent für die Wald- und 50 Prozent für die Landwirtschaft – davon 45 % Grünland, 50 % Ackerland und fünf Prozent Sonderkulturen – genutzt.
| Jahr                                     | 1997* | 1998* | 2004  | 2010  | 2015  | 2020  |
| Gesamt PO4-Phosphor (µg/l)               | 37,00 | 46,00 | 35,00 | 25,00 | 32,00 | 25,00 |
| Chlorophyll a (µg/l)                     | 14,00 | 21,00 | 17,00 | 15,00 |       |       |
| Chlorophyll a-Spitze (µg/l)              | 31,00 | 60,00 | 48,00 | 31,00 |       |       |
| anorganischer Gesamt-Stickstoff a (mg/l) | 2,86  | 2,22  | 1,42  | 2,21  |       |       |
| Sichttiefe (m)                           | 2,80  | 2,20  | 1,40  | 2,00  |       |       |
| Trophiestufe                             |       |       |       |       |       | e1    |
| * nur Oberflächenwasser                  |       |       |       |       |       |       |